# Sven Ramström (läkare)
Sven Ramström, född den 4 oktober 1911 i Stockholm, död den 1 april 1978 i Mora, var en svensk läkare.
Ramström avlade studentexamen 1930, medicine kandidatexamen 1934 och medicine licentiatexamen 1937. Han blev provinsialläkare i Sollebrunns distrikt 1937, assisterande:läkare och amanuens vid Akademiska sjukhuset 1938, andre och förste underläkare vid Falköpings lasarett 1939, underläkare vid kirurgiska kliniken vid Sahlgrenska sjukhuset 1944 och biträdande överläkare där 1951. Ramström promoverades till medicine doktor i Göteborg 1953 och var biträdande lärare i kirurgi vid Göteborgs medicinska högskola och dess efterföljare Göteborgs universitet 1952–1955. Han blev överläkare vid kirurgiska kliniken vid Mora lasarett 1956. Ramström utgav skrifter i thoraxkirurgi och allmänkirurgi. Han blev riddare av Nordstjärneorden 1967. Ramström vilar på Kvibergs kyrkogård i Göteborg.